# Сомек, Рони
Рони Сомек (ивр. רוני סומק‎, при рождении Рони Сомех, ивр. רוני סומך‎; родился 28 декабря 1951 года в Багдаде) — израильский поэт, писатель и график.

## Биография
Рони Сомек родился в Ираке. На момент переезда его семьи в Израиль в 1953 году ему ещё не исполнилось двух лет.
Когда Рони учился в старшей школе, на него оказал довольно сильное влияние его школьный учитель, художник и журналист-искусствовед Рафи Лави. Поэтический дебют Сомека состоялся в семнадцать лет — его стихотворение было опубликовано в одной из газет.
Сомек изучал ивритскую литературу и философию в Тель-Авивском университете и академический рисунок в институте искусств и дизайна Авни. Долгое время работал с детьми и подростками из уличных шаек, в настоящее время преподает литературу в педагогическом колледже «Семинар а-кибуцим» и проводит литературные мастер-классы по творческому письму.
Рони Сомек входит в общественный совет танцевального ансамбля «Бат-Шева» и Театра Яффо (Центра ивритской арабской театральной культуры).

## Творчество
- Литература

В общей сложности у Сомека вышло одиннадцать стихотворных сборников (последний из них «Лошадиная сила» — в 2013 году). В соавторстве с дочерью Ширли он написал две книги для детей («Смеховая кнопка», 1998 и «Мартышка-крепышка и мартышка-плутишка», 2012), которые были переведены на несколько десятков иностранных языков.
Книги стихов Сомека выходили в переводе на арабский, французский, каталонский, албанский, итальянский, македонский, хорватский, идиш, непальский, нидерландский, датский, испанский, португальский, русский и английский языки. Стихотворные подборки в журналах и антологиях были опубликованы на сорок одном языке.
- Арт

В 1998 году под эгидой Музея Израиля в Тель-Авивской галерее «А-Мумхэ» прошла совместная выставка «визуальных образов и слов» Рони Сомека и скульптора Бени Эфрата. Графические работы Рони выставлялись в более чем двадцати галереях в Израиле, Италии, Америке, Франции и других странах.
- Музыка

Рони записал три дуэтных альбома с музыкантом Элиотом Шарпом:
«Месть мальчика-заики» ('Revenge of the Stuttering Child', 1997), «Черта бедности» ('Poverty Line', 1999) и «Краткая история водки» ('A Short History of Vodka', 2001). В 2012 году вышел альбом «Барабанное соло», записанный совместно с командой P’gooay Mo’ach.

## Поэтические сборники
- Лошадиная сила (2013)
- Алжир (2009)
- Молочное подполье (2005)
- Барабанщик революции (2001)
- Рисовый рай (1996)
- Блади Мэри (1994)
- Гепард (1989)
- Семь строк о Чудесах Яркона (1987)
- Асфальт (1984)
- Соло (1980)
- Чужбина (1976)

## Признание
- Юбилейная премия ACUM (Ассоциации композиторов, писателей и музыкальных издателей Израиля) за особые достижения, 1986.
- Литературная премия имени Хаима Кугеля, 1986,1992
- Премия премьер-министра Израиля, 1989,2000.
- Поэтическая премия Афрат,1999.
- Литературная премия имени Иехуды Амихая, 2005
- Первое место на конкурсе «винной поэзии», Стружские вечера поэзии, Македония, 2005
- Поэтическая премия Маастрихтских ночей поэзии, Нидерланды 2006
- Поэтическая премия муниципалитета Рамат Гана, 2010
- Кавалер Ордена Искусств и Литературы, Франция 2013

## Публикации на русском языке
- Сомек Р. Барс и хрустальная туфелька. / Перевод с иврита Лены Байбиковой. — М.: Книжное обозрение (АРГО-РИСК), 2014.